# Torchlight II
Torchlight II — компьютерная игра в жанре Action/RPG, вышедшая 20 сентября 2012 года, разработанная Runic Games и изданная Perfect World. Является продолжением серии игр Torchlight 2009 года.
Продолжение, Torchlight III, вышло 13 июня 2020 года.

## Сюжет
Древний дракон Ордрак (Ordrak) — источник порчи, находящийся глубоко под шахтерским городком Торчлайт (Torchlight) — был повержен тремя героями: Разрушителем (Destroyer), Алхимиком (Alchemist), и Победительницей (Vanquisher).
Спустя несколько лет, Алхимик становится одержимым опасностями, исходящими от магического минерала — Эмбера (Ember), и Эмберитовой Чумы (Ember Blight), которую он вызывает. Ей же был болен и сам бывший протагонист. Он похищает Сердце Ордрака, уничтожает Торчлайт, убивает Сил (Syl — одна из главных героинь первой части, помогавшая в борьбе против Ордрака) и обращает Разрушителя в бегство. Путешествуя по миру, он начинает охотиться на Элементальных Хранителей (Elemental Guardians) — могущественных существ, контролирующих баланс шести элементов, сила которых может быть поглощена Сердцем, и использована для уничтожения всего Эмбера в мире.
Теперь новым героям предстоит пройти путь разрушения, который Алхимик оставил за собой, и разобраться с хаосом, вызванным его действиями.
Повествование делится на четыре акта.

## Геймплей
Основные параметры геймплея остались неизменными, ровно, как и общая стилистика стимпанка. Создатели многократно расширили мир игры, дав протагонисту возможность путешествовать на большие расстояния между несколькими перевалочными пунктами — городами. Графика и дизайн игры заметно превосходят аналог, а основная кампания имеет более классический развитый сюжет. Использованы системы смены времени суток и изменения погодных условий. Игроку предоставлена возможность более детально проработать внешние особенности своего протагониста, по сравнению с первой частью. Выбор животных-фамильяров также расширился. Также им можно скармливать выловленную в прудах и реках рыбу, что временно или перманентно превратит питомца в какого-нибудь монстра.

## Классы персонажей
В игре 4 класса персонажей. Каждый из них наделён особой шкалой третьего вида энергии помимо здоровья и маны («Charge»). По мере заполнения этой шкалы в течение боя, протагонист начинает более эффективно использовать свои боевые навыки.
Инженер (Engineer) — выносливый и хорошо вооружённый боец ближнего боя, оформленный в стилистике стимпанка. Инженер способен использовать атаки дальнего боя, но его потенциал полностью высвобождается в рукопашной схватке. Большинство заклинаний этого класса направлены на причинение прямого урона, массового урона, усиление защитных характеристик либо усиление причиняемого урона, однако он способен, к примеру, вызывать на поле боя робота-целителя, который восполняет некоторую часть очков здоровья, или может укрыть себя и союзников энергетическим щитом.
Скиталец (Outlander) — бродячий кочевник, который пользуется оружием дальнего боя и так называемой «низшей магией». В арсенале этого класса присутствует множество заклинаний, которые направлены на сдерживание, оглушение и замедление врага для более удобного расстрела. Часть заклинаний повышает скорость стрельбы Скитальца и позволяет отбрасывать врагов, так же присутствуют виды самонаводящихся атак.
Берсерк (Berserker) — является классом, эффективным в рукопашной схватке, но уступающим в выносливости Инженеру. Главное преимущество этого класса состоит в высоком показателе критического урона, и в высокой скорости атаки. Шкала здоровья этого класса заметно уступает по объёму шкале здоровья Инженера, что вынуждает более тщательно за ней следить. Присутствуют заклинания вызова союзников и массовые ослабляющие заклинания, снижающие характеристики врагов. Берсерки наиболее приближены по стилистике к классическому Варвару.
Маг эмбера (Embermage) — класс дальнего боя, близкий к классическому образу волшебника. В арсенале присутствуют множество комбинированных атак с большой дистанции и атак по площади. Некоторые заклинания наносят все виды урона (огненный, ледяной, электрический, ядовитый) по всем направлениям, иные сами ищут врага, третьи стационарно размещаются на карте и работают как автоматические ловушки. Маг эмбера имеет тактическое преимущество благодаря возможности телепортироваться, сбегая от боя, либо внезапно нападать. Несмотря на сравнительную слабость, может также достойно проявлять себя в ближнем бою с помощью посохов и заклинаний массового поражения.
Герои оригинальной игры представлены в Torchlight 2 в качестве NPC:
Разрушитель — свидетель разрушения Торчлайта и гибели Сил. В игре появляется лишь раз — выдаёт герою самый первый квест.
Лучница — так же известна как Командир Вейл. Сначала герой освобождает её вместе с первым Стражем, затем в третьем акте получает возможность сбрасывать у неё навыки.
Чернокнижник — антагонист игры. В отличие от остальных героев, судя по всему в конце первой части не был излечён от эмберитовой чумы, поэтому начал немедленно искать способы её лечения. В поисках решения он пришел к выводу использовать Сердце Ордрака, которое и свело его с ума — Алхимик решил, что для излечения и спасения мира он обязан уничтожить весь эмберит мира.

## Многопользовательский режим
В игре присутствует не только однопользовательская игра, но и возможность кооперативного прохождения, с поддержкой игры как через интернет, так и через домашнюю сеть, с максимальным размером группы до шести человек. При этом, чем больше людей в многопользовательской сессии, тем больше противников будет брошено против них. Но сама игра останется такой же, как в однопользовательском режиме.

## Разработка
Хотя оригинальная игра и получила позитивные отзывы, полное отсутствие многопользовательской игры подверглось критике со стороны фанатов. Перед релизом первой игры, Runic Games заявляли о своих планах добавить MMORPG составляющую, сразу после релиза игры. Однако, в августе 2010 разработчики заявили о том, что они разрабатывают Torchlight II, или продолжение, которое должно было привнести мультиплеер в серию. Некоторые  наработки сиквела были предназначены для Torchlight MMORPG, на которой разработчики планировали сфокусироваться после выхода первой части. Изначально планировалось, что ПК версия игры должна будет выйти в 2011 году, но в ноябре 2011 года президент компании Трэвис Балдри (Travis Baldree) заявил, что дата релиза перенесена на 2012 год, для исправления ошибок и бета-тестирования.
В конце 2010 года, Runic Games усиленно работали над Xbox портом первой части игры, тем самым вызвав задержку разработки сиквела. Тем не менее, порт игры получил лучшую оптимизацию времени загрузки и памяти, которые в дальнейшем были использованы при разработке Torchlight II.

### Закрытое бета-тестирование
В мае 2012, Runic Games заявили о том, что планируют провести закрытый бета-тест игры, который будет проходить с 18 по 24 мая. Ограниченное число ключей были переданы пользователям, создавшим аккаунт до начала тестирования.

### GUTS-редактор
В апреле 2013 года, к игре был выпущен патч, добавляющий GUTS-редактор, который позволял игрокам изменять игровой контент, и создавать собственные модификации. Вместе с ним, также была добавлена поддержка Steam Workshop, позволяющая пользователям делиться модификациями друг с другом, через клиент Steam.

## Выпуск
В апреле 2012 года Torchlight II стал доступен для предзаказа в Steam. Предзаказавшим игру в тот момент давали первую часть Torchlight бесплатно. Позже, 30 августа 2012 года, президент компании Runic Games Трэвис Балдри на официальном форуме игры объявил о том, что выпуск игры состоится 20 сентября 2012 года.
В сентябре 2019 года, спустя почти семь лет с момента релиза на ПК, игра стала доступна на PS4, Xbox One и Nintendo Switch.

## Отзывы и продажи
| Сводный рейтинг       | Сводный рейтинг             |
| Агрегатор             | Оценка                      |
| --------------------- | --------------------------- |
| GameRankings          | - PC: 88,58 % - NS: 83,00 % |
| Metacritic            | 89/100                      |
| Иноязычные издания    |                             |
| Издание               | Оценка                      |
| Eurogamer             | 9/10                        |
| Game Informer         | 9,25/10                     |
| GameSpot              | 8,5/10                      |
| GameSpy               | [ 13 ]                      |
| GamesRadar+           | [ 14 ]                      |
| IGN                   | 9,1/10                      |
| PC Gamer (US)         | 88/100                      |
| Русскоязычные издания |                             |
| Издание               | Оценка                      |
| Absolute Games        | 78/100                      |

Летом 2018 года, благодаря уязвимости в защите Steam Web API, стало известно, что точное количество пользователей сервиса Steam, которые играли в игру хотя бы один раз, составляет 4 963 949 человек.